# Teatrul Odeon

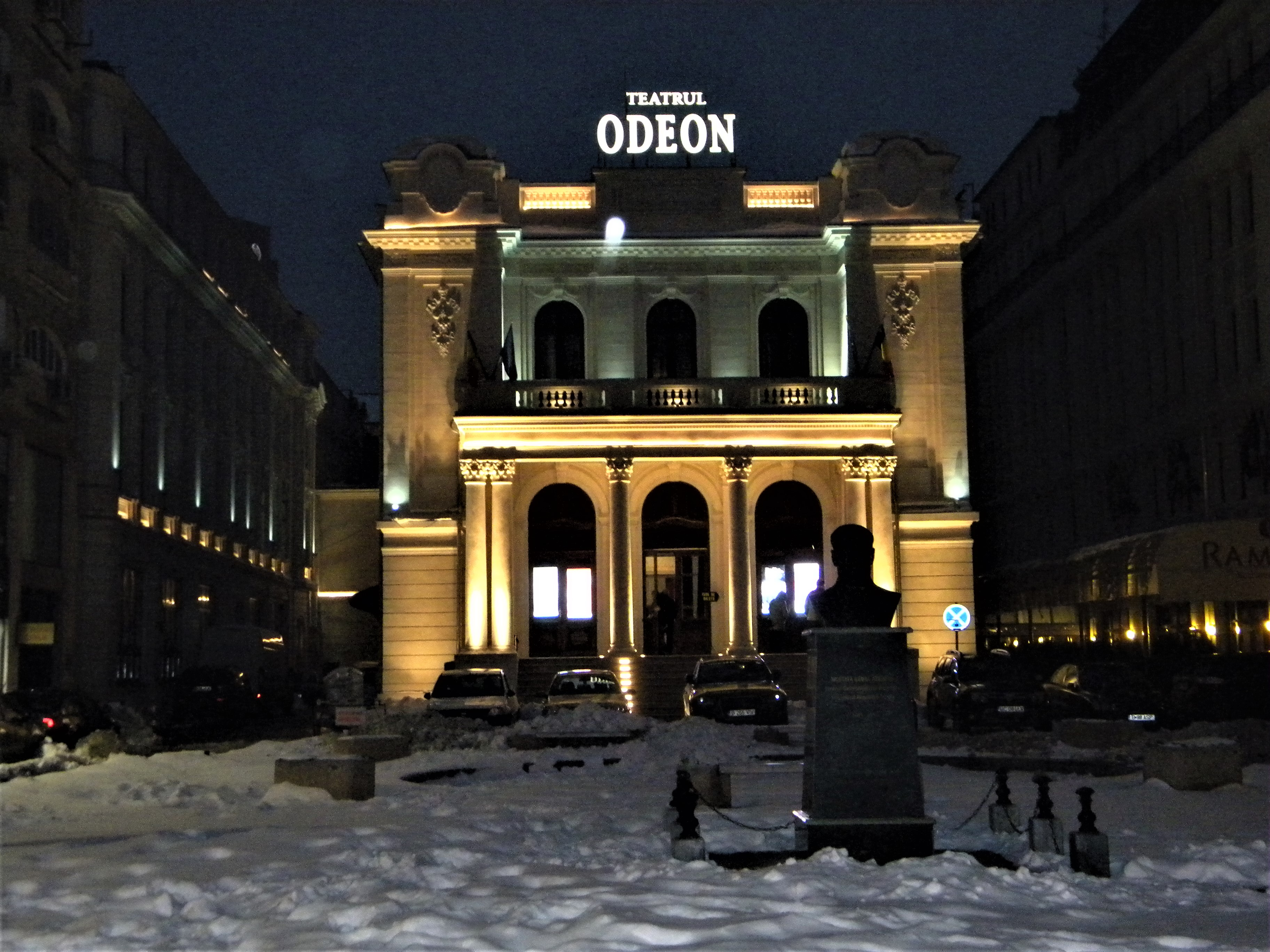
Teatrul Odeon

Teatrul Odeon este un teatru din București, situat pe Calea Victoriei.
A fost fondat în 1946, sub numele de Teatrul Muncitoresc C.F.R. Giulești pe Calea Giulești nr. 16.
În 1974 Sala Comedia a Teatrului Național a devenit Sala Majestic a Teatrului Giulești. Spațiul este proprietatea Primăriei Municipiului București și administrată de Teatrul Odeon. După 1990 și-a schimbat denumirea în Teatrul Odeon. Primul director sub noua denumire a fost Vlad Mugur, urmat de Alexandru Dabija și  Dorina Lazăr.
Clădirea teatrului, care a fost ridicată în perioada interbelică, dispune de două săli de spectacol:
- Sala Majestic, una din cele mai elegante săli de teatru din România și singura din Europa cu tavan glisant, are o scenă a l'italienne și o capacitate de 300 de locuri.
- Sala Studio, care este situata la subsolul Teatrului Odeon, este flexibilă și multifuncțională, podeaua formată din platforme modulare permițând organizarea spațiului de joc și amplasarea publicului în diverse variante.

În fața teatrului este instalat bustul lui Mustafa Kemal Atatürk.

## Premii
Premiile acordate teatrului sunt: 
- Premiul de Excelență, 1991 și 1992
- Teatrul Anului, 1993
- Premiul pentru cel mai bun spectacol în cadrul Festivalului Național de Teatru, 1994
- Premiul pentru cel mai bun spectacol în cadrul Festivalului Comediei Românești, 1995

## Imagini

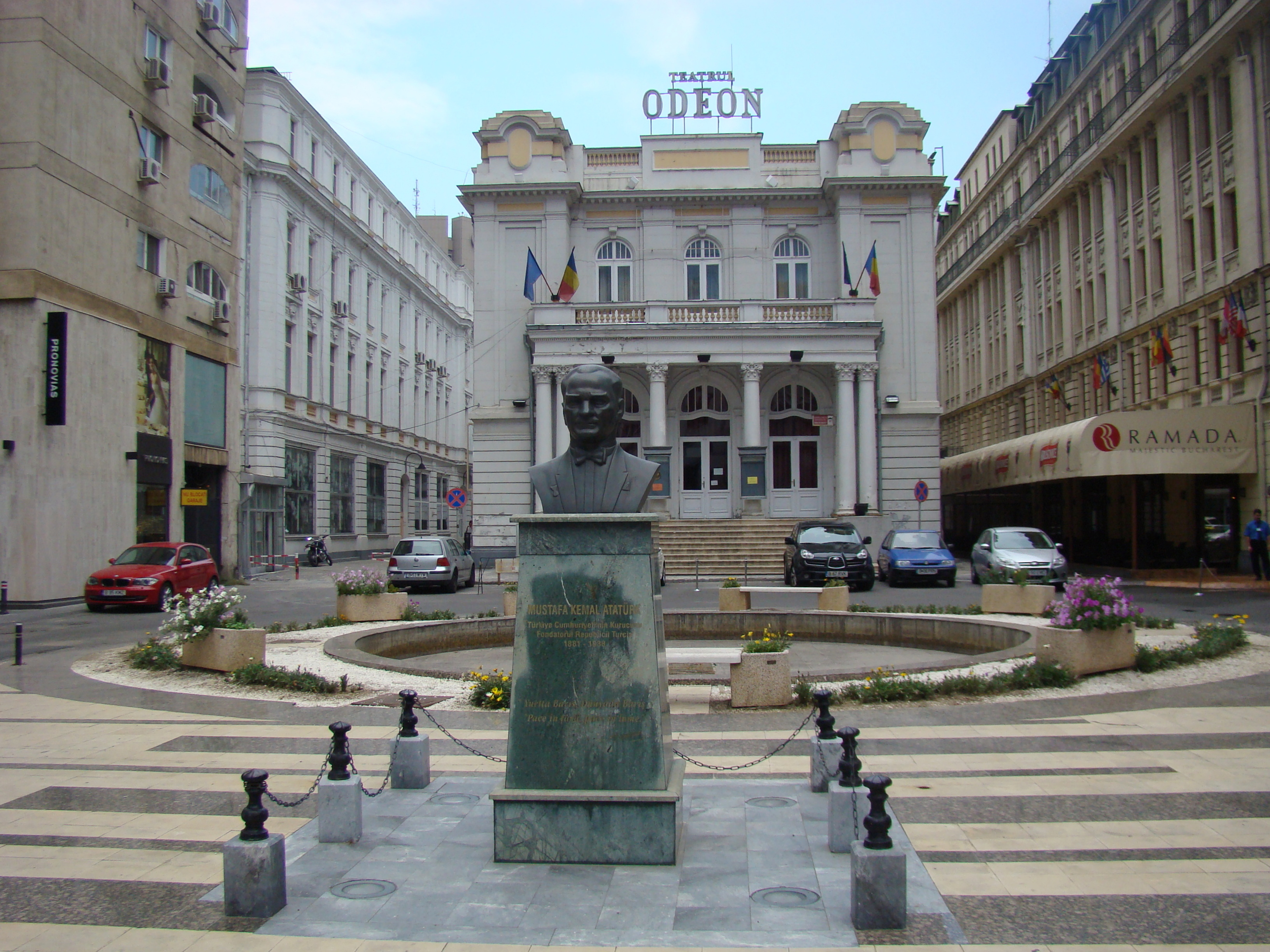
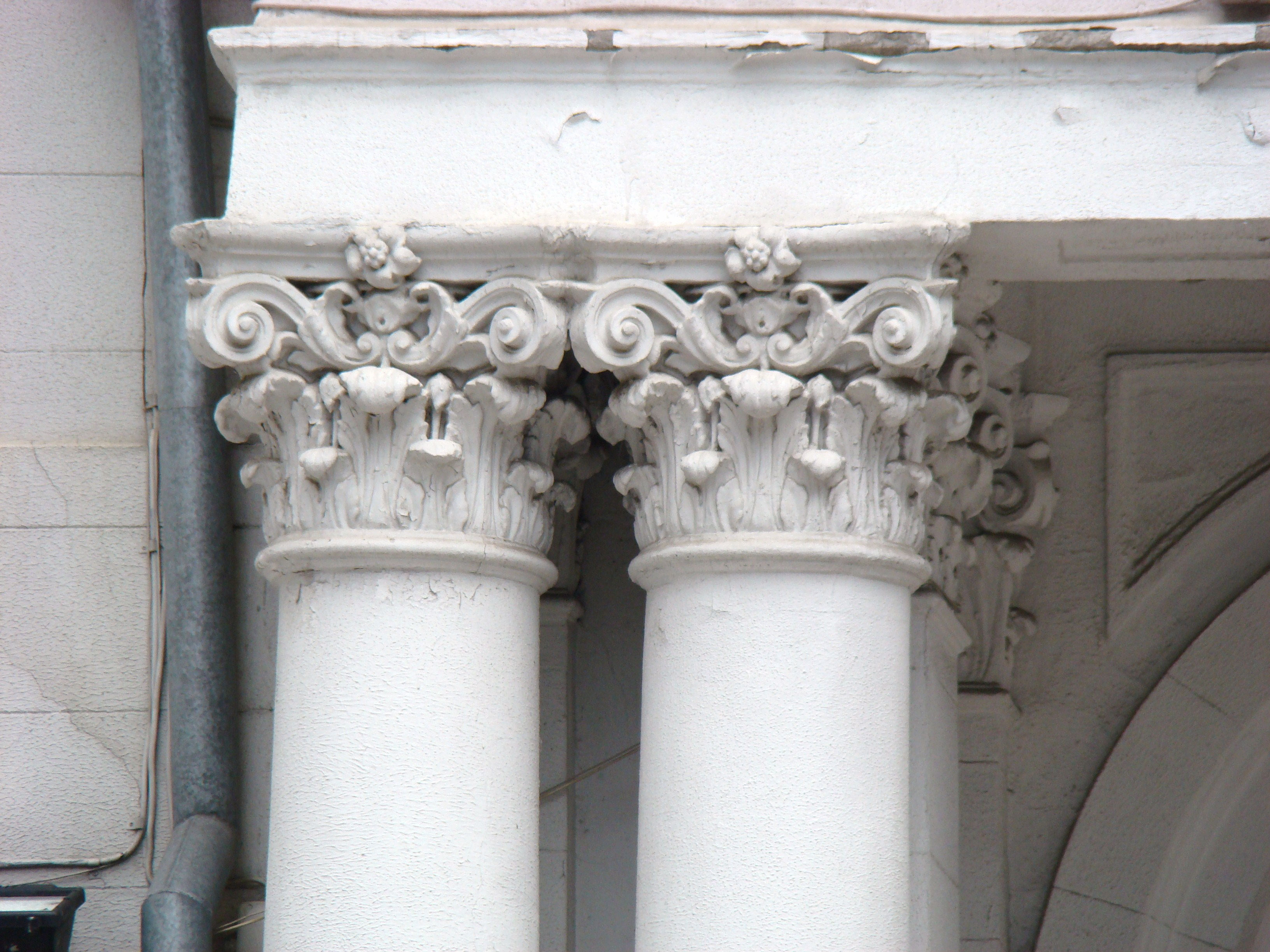
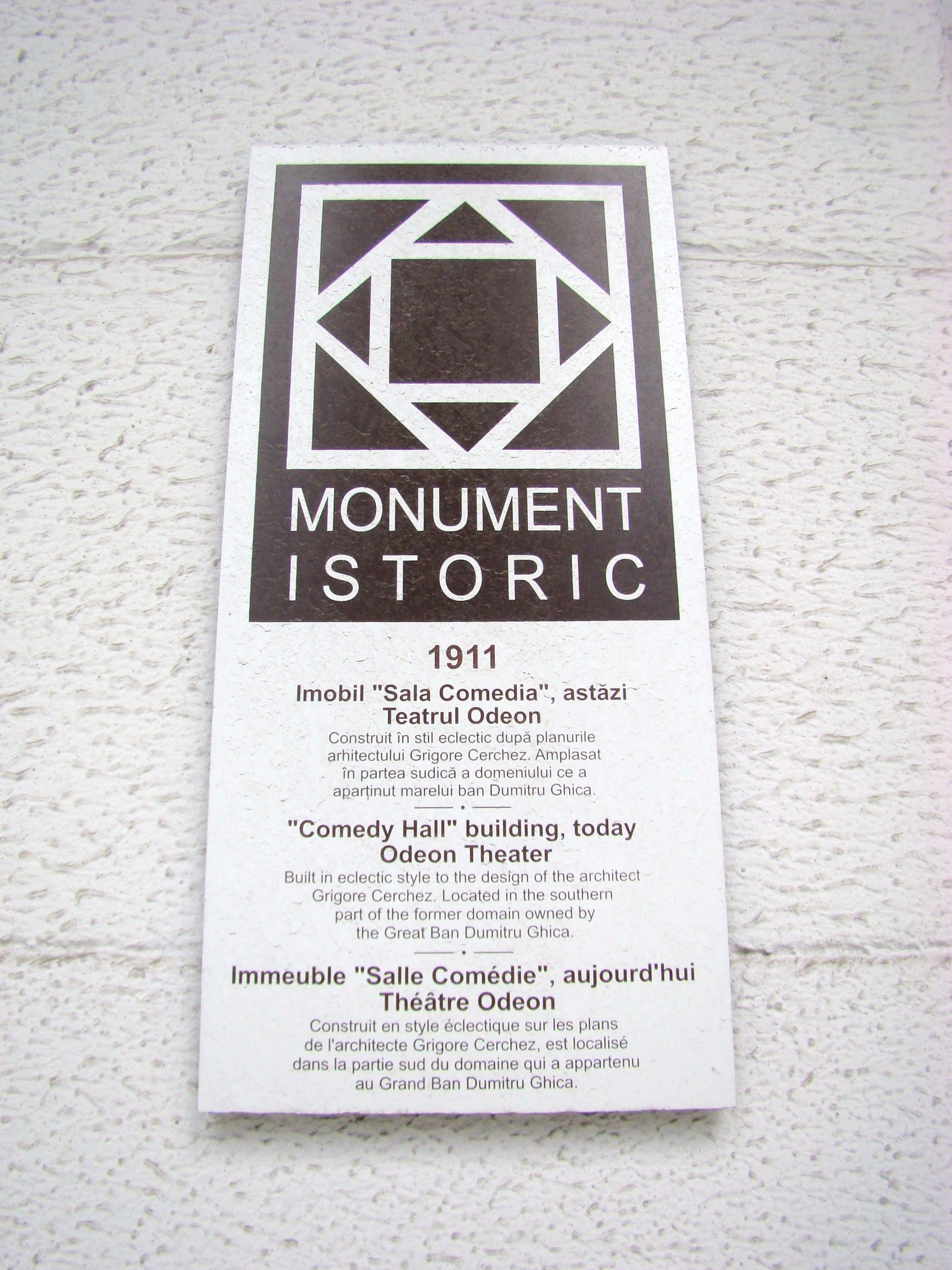
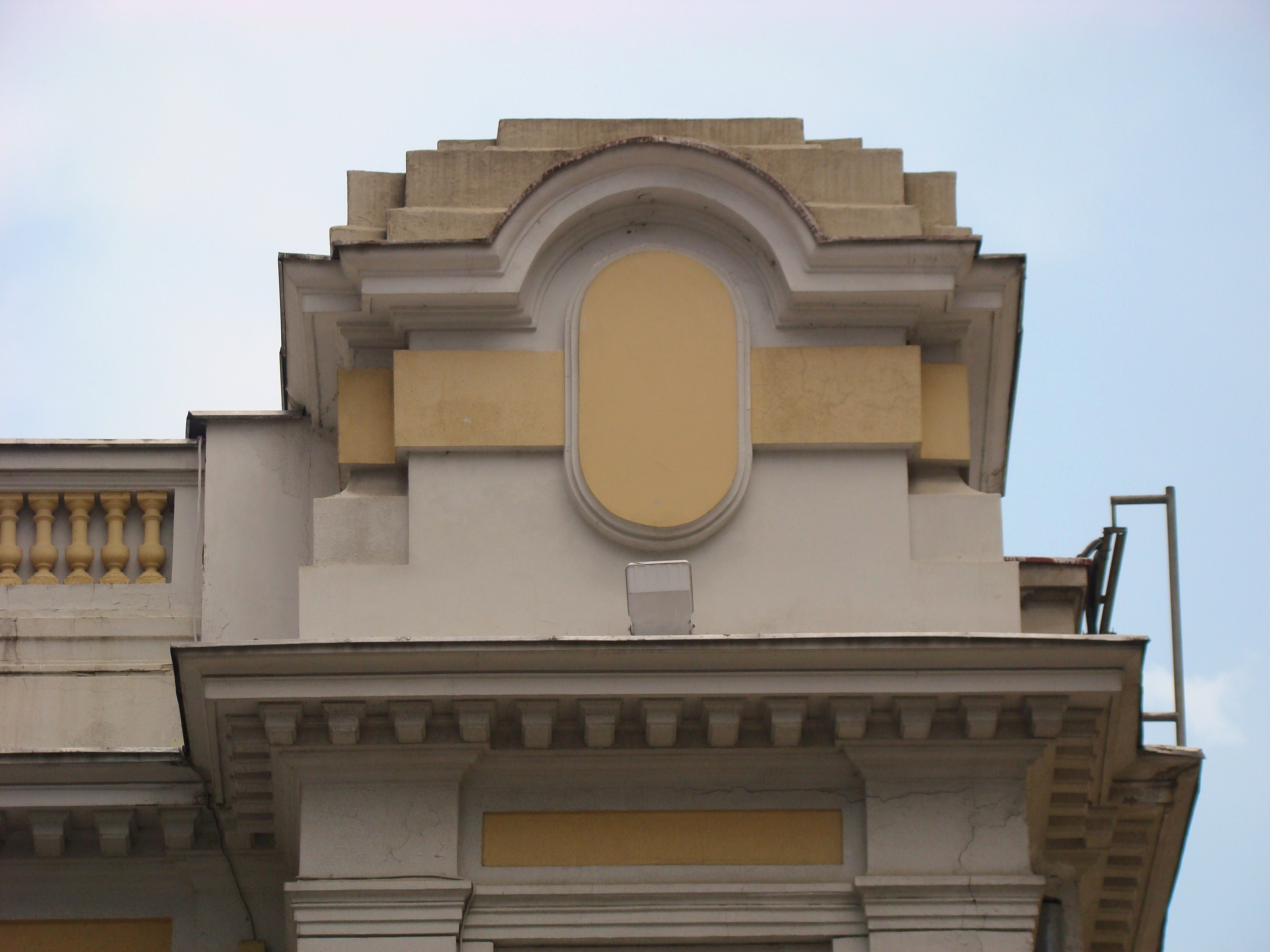
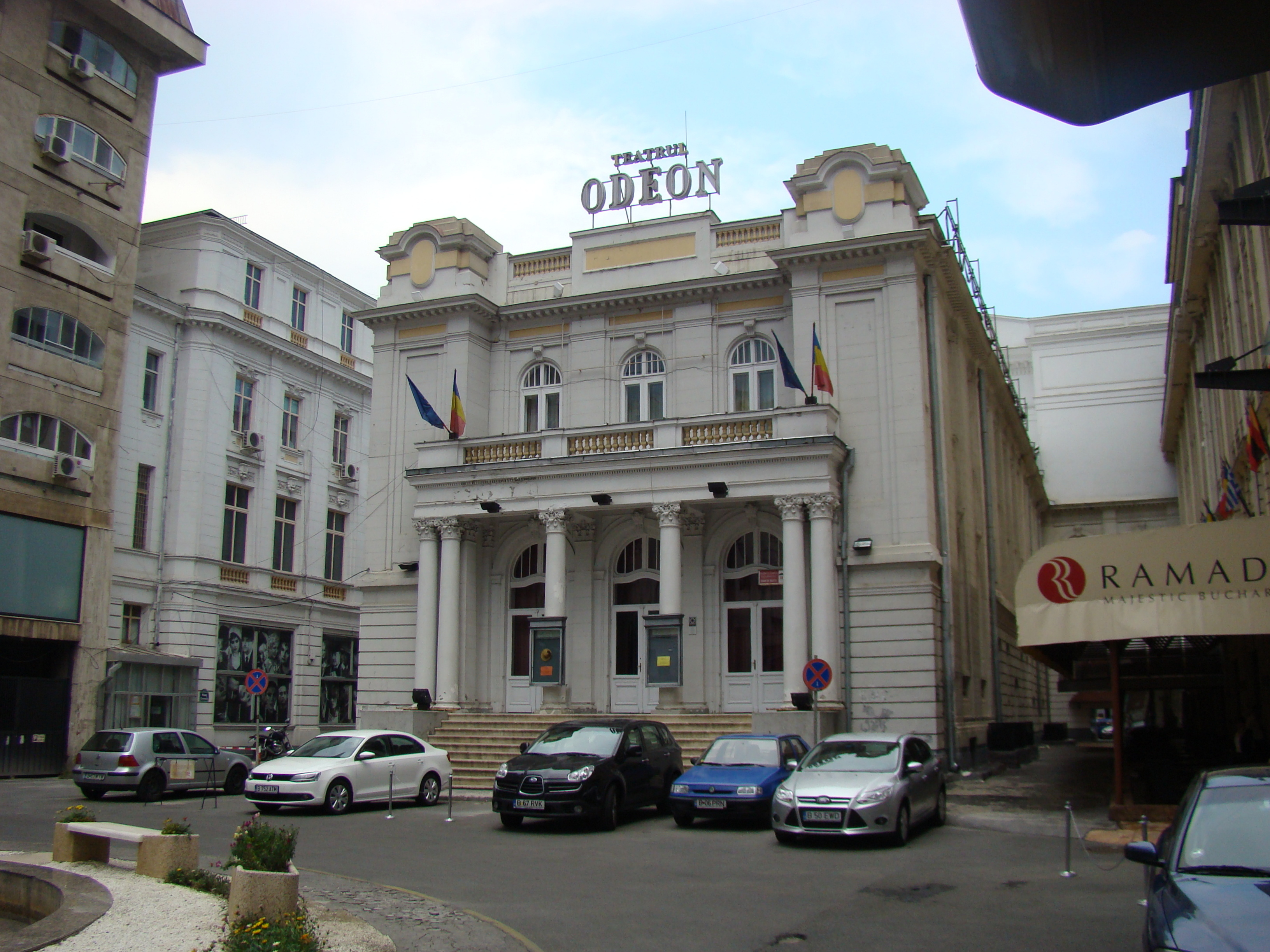